# Numeri di telefono a Malta
Il prefisso internazionale di Malta è +356. Il Paese ha adottato un nuovo piano telefonico di numerazione nel 2001-2002, quando tutti i numeri di telefono (fissi e mobili) sono stati ampliati alle attuali otto cifre. In precedenza, i numeri fissi erano composti da sei cifre, sette cifre per i numeri mobili.

## Numeri geografici
Il prefisso 21 è stato aggiunto ai numeri di rete fissa Maltacom.  
```
         xx xxxx (prima del 2002, chiamate da Malta)
      
21
xx xxxx (dopo il 2002, chiamate da Malta)
 +356 
21
xx xxxx (dopo il 2002, chiamate da fuori Malta)
```

I numeri fissi dell'operatore Melita, hanno il prefisso 27
I numeri sono stati assegnati basandosi in generale sulle diverse località:
- 22: Valletta, Ħamrun, Marsa
- 23: Floriana, Ħamrun
- 24: Pietà, Malta
- 25: Marsa
- 32: Gżira
- 33: Tas-Sliema, Msida
- 34: Gżira, Msida
- 37: San Ġiljan, Pembroke, San Ġwann
- 38: ??
- 41: Attard, Għargħur, Iklin, Lija, Mosta, Naxxar
- 42: Lija, Mosta
- 44: Qormi, Balzan, Birkirkara
- 45: Dingli, Mdina, Mtarfa, Rabat, Malta
- 46: Żebbuġ, Malta
- 48: Qormi, Birkirkara
- 49: Qormi
- 52: Mellieħa, Mġarr
- 55: Gozo
- 56: Gozo
- 57: San Pawl il-Baħar
- 63: Marsaskala
- 64: Qrendi, Safi
- 65: Birżebbuġa, Marsaxlokk
- 66: Żejtun, Vittoriosa, Bormla, Fgura, Għaxaq, Senglea, Kalkara, Luqa, Paola
- 67: Marsaxlokk, Gudja
- 68: Kirkop, Mqabba, Qrendi, Safi
- 69: Bormla
- 80: Żabbar, Vittoriosa, Fgura

## Numeri mobili
Il prefisso 9 per i numeri mobili a sette cifre dell'operatore Vodafone è stato cambiato con 99.  
```
         9xx xxxx (prima del 2002, chiamate da Malta)
      
99
xx xxxx (dopo il 2002, chiamate da Malta)
 +356 
99
xx xxxx (dopo il 2002, chiamate da fuori Malta)
```

Anche il prefisso 09 dei numeri mobili Vodafone è stato cambiato con 99.  
I numeri mobili con il prefisso 09, che erano già a otto cifre, hanno dunque cambiato il prefisso con 99. Il numero 0 doveva essere composto sia da Malta che dall'estero.  
```
         09xx xxxx (prima del 2002, chiamate da Malta)
      
99
xx xxxx (dopo il 2002, chiamate da Malta)
 +356 
09
xx xxxx (prima del 2002, chiamate da fuori Malta)
 +356 
99
xx xxxx (dopo il 2002, chiamate da fuori Malta)
```